# Phospholipase
Les phospholipases sont des enzymes qui hydrolysent les phospholipides. On distingue selon le site d’action de l’enzyme :
- la phospholipase A1 (PLA1, EC 3.1.1.32) clive la chaîne acyle qui estérifie la fonction alcool primaire du résidu glycérol, libérant un acide gras et un 1-lysophospholipide,
- la phospholipase A2 (PLA2, EC 3.1.1.4) clive la chaîne acyle qui estérifie la fonction alcool secondaire du résidu glycérol, libérant un acide gras et un 2-lysophospholipide,
- la phospholipase B (PLB) est une combinaison des deux activités enzymatiques précédentes, qui clive les chaînes acyle estérifiant les deux hydroxyles libres du glycérol,
- la phospholipase C (PLC, EC 3.1.4.3) hydrolyse la liaison ester entre le glycérol et le phosphate, libérant un diglycéride et un phosphate d'alcool,
- la phospholipase D (PLD, EC 3.1.4.4) hydrolyse la fonction ester entre la fonction acide du phosphate et l'alcool, libérant un acide phosphatidique et un alcool.

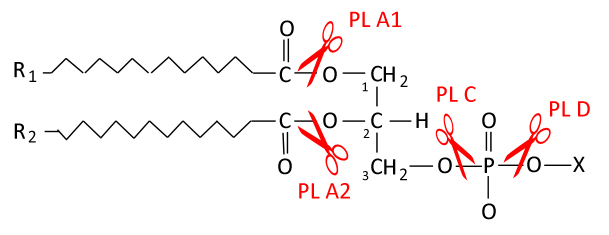
Les différentes classes de phospholipases.